# Giuseppe Rolando
Giuseppe Rolando (Canelli, 1931) è un regista e sceneggiatore italiano.

## Biografia
Giuseppe Rolando è un regista e sceneggiatore, nel 1959 fonda a Torino la "Rolfilm Produzioni" per la realizzazione di documentari industriali e didattici, spot pubblicitari e film di ispirazione religiosa. Nel 1960 realizza il suo primo lungometraggio Appuntamento in paradiso, da lui diretto ed anche prodotto. 
Nel 1964 dirige Albero Verde (Osella di bronzo Venezia, Minerva d’oro Roma) nel 1966 Suor Anna Rosa.
Nel 1969 scrive e dirige Tralci d'una terra forte, un film sulla vita di Maria Domenica Mazzarello. 
Nel 1972 scrive e dirige il film Uccidere in silenzio. Nel 1974 produce il film Simona, interpretato da Laura Antonelli. 
Nel 1987 scrive e dirige Giovanni, il ragazzo del sogno, un mediometraggio sulla vita del giovane Giovanni Bosco.

## Filmografia

### Regia e sceneggiatore
- Appuntamento in paradiso (1960)
- Suor Anna Rosa (1966)
- Tralci d'una terra forte (1969)
- Uccidere in silenzio (1972)
- Giovanni, il ragazzo del sogno – mediometraggio (1987)

### Regia
- Gioielli al sole (1961)[1]
- Buon gusto Costa – cortometraggio pubblicitario (1964)
- Albero verde (1964)
- Eleganza Welcome Moro – cortometraggio pubblicitario (1964)

### Produttore
- Simona, regia di Patrick Longchamps (1974)